# Bistum Ijebu-Ode

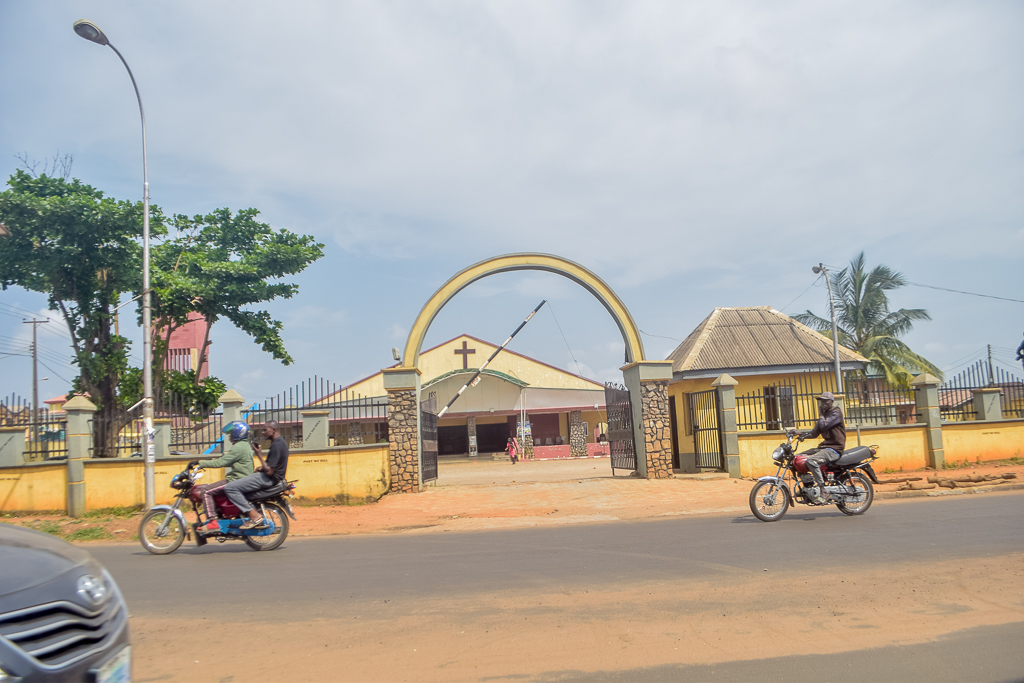
Katholische Kirche in Ijebu-Ode

Das Bistum Ijebu-Ode (lat.: Dioecesis Iiebuodensis) ist eine in Nigeria gelegene römisch-katholische Diözese mit Sitz in Ijebu-Ode.

## Geschichte
Das Bistum Ijebu-Ode wurde am 29. Mai 1969 durch Papst Paul VI. aus Gebietsabtretungen des Erzbistums Lagos errichtet und diesem als Suffraganbistum unterstellt.

## Bischöfe von Ijebu-Ode
- Anthony Saliu Sanusi, 1969–1990
- Albert Ayinde Fasina, 1990–2019
- Francis Obafemi Adesina, seit 2019